# Typhlodromus mesasiaticus
Typhlodromus mesasiaticus är en spindeldjursart som beskrevs av Wainstein 1962. Typhlodromus mesasiaticus ingår i släktet Typhlodromus och familjen Phytoseiidae. Inga underarter finns listade i Catalogue of Life.